# Neobisium simonioides
Espèce
Neobisium simonioides est une espèce de pseudoscorpions de la famille des Neobisiidae.

## Distribution
Cette espèce est endémique de la province de Mersin en Turquie.

## Publication originale
- Beier, 1965 : Anadolu'nun Pseudoscorpion faunasi. Die Pseudoscorpioniden-Fauna Anatoliens. Istanbul Üniversitesi Fen Fakültesi Mecmuasi, sér. B, vol. 29, p. 81-105.